# Salvage (1921)
Salvage is een Amerikaanse dramafilm uit 1921 onder regie van Henry King. De film is wellicht zoekgeraakt.

## Verhaal
Bernice Ridgeway krijgt een mismaakt kind. Haar man moffelt de boreling weg en vertelt zijn vrouw dat hij doodgeboren is. Wanneer Bernice ontdekt wat er echt is gebeurd, verlaat ze haar man en ze verhuist naar een portiekwoning. Ze gaat er zorgen voor de dochter van een van haar huisgenoten. In hetzelfde gebouw woont ook een kreupele man, die zorgt voor een moederloos kind. 

## Rolverdeling
| Acteur            | Personage                      |
| ----------------- | ------------------------------ |
| Pauline Frederick | Bernice Ridgeway / Kate Martin |
| Ralph Lewis       | Cyrus Ridgeway                 |
| Milton Sills      | Fred Martin                    |
| Helen Stone       | Ruth Martin                    |
| Rose Cade         | Tessie                         |
| Raymond Hatton    | Kreupele man                   |
| Hobart Kelly      | Kind                           |